# Ouragan de la Fête du travail 1935
L’ouragan de la Fête du travail 1935 est le quatrième cyclone tropical, la troisième tempête tropicale, le deuxième ouragan et le deuxième ouragan majeur de la saison cyclonique 1935 de l'océan Atlantique Nord. Il s'agit du premier ouragan de catégorie 5 de l'échelle de Saffir-Simpson (par réanalyse ultérieure) connu à frapper les États-Unis contigus. Ce fut l'ouragan du bassin de l'Atlantique Nord à toucher terre à la plus basse pression centrale et, à égalité avec l'ouragan Dorian de 2019, en termes de vents maximums soutenus (295 km/h) lors de la frappe. C'était aussi l'ouragan atlantique le plus intense jamais enregistré jusqu'à l'ouragan Gilbert en 1988.
L'ouragan s'est rapidement intensifié, passant près de Long Key en Floride le lundi 2 septembre au soir. La région fut balayée par une onde de tempête alors que l'œil passait au-dessus de la zone. Les eaux ont rapidement reculé, après avoir creusé de nouveaux chenaux reliant la baie à l'océan, mais les vents forts à violents et la mer agité ont persisté jusqu'au mardi, empêchant les efforts de sauvetage. La tempête a poursuivi vers le nord-ouest le long de la côte ouest de la Floride, faiblissant avant sa deuxième frappe de la côte près de Cedar Key, en Floride, le 4 septembre.
Le système compact et intense a provoqué des dégâts catastrophiques. Dans les Keys de Floride, l'onde de tempête d'environ 5,5 à 6,1 m a inondé les îles basses. Elle et les vents ont aussi détruit presque toutes les structures situées entre Tavernier et Marathon sur la côte sud-ouest de la Floride. La ville d'Islamorada fut littéralement effacée de la carte et des portions du prolongement du chemin de fer de la côte est de la Floride vers les Keys furent gravement endommagées ou détruites. L'ouragan a également causé des dégâts supplémentaires dans le nord-ouest de la Floride, en Géorgie et dans les Carolines. La tempête a tué 423 personnes et a coûté  plus de 6 millions de dollars de 1935 de dégâts en Floride,.

## Évolution météorologique
En 1935, il n'y avait pas de radars ou de satellites météorologiques, ainsi que très peu de vols au-dessus des océans. Les données venaient donc surtout des stations météorologiques terrestres et des rapports de navires. Il est donc difficile de connaître l'origine exacte de l'ouragan. Les premières indications de conditions favorables à l'origine de cette perturbation ont été constatées au cours des 3 ou 4 derniers jours d'août, à l'est et au nord des îles Turks. Ce n'est cependant que le 31 août qu'une dépression bien définie est apparue près de Long Island, au sud-est des Bahamas, et s’est creusée rapidement au fur et à mesure de son déplacement vers l’Ouest. Le développement rapide de l’ouragan a sans doute débuté autour de l’extrémité sud de l’île d'Andros le 1er septembre et une trajectoire selon un large arc l'a ramené dans les Keys de Floride le 2 septembre où il a atteint son intensité maximale.
De petit diamètre mais d'une force incroyable, son œil avait un diamètre de 10 à 12 kilomètres. Après avoir quitté les Keys, la tempête a longé la côte ouest de la Floride puis est passée à l'intérieur des terres à Cedar Key dans la région de « Big Bend » et a finalement quitté le continent près du cap Henry en Virginie.
Les fortes précipitations se sont poursuivies à l'avant et à gauche de la trajectoire dans les États du centre du littoral de l'Atlantique. Des cumuls totaux maximums de 420 mm) furent signalés à Easton, Maryland et de 340 mm) à Atlantic City, dans le New Jersey. La tempête s'est ensuite dirigée dans l'Atlantique Nord où elle est devenue extratropicale le 6 septembre, passa au large du Groenland et fut absorbée par une dépression des latitudes moyenne le 10 septembre.

## Conséquences

### Floride

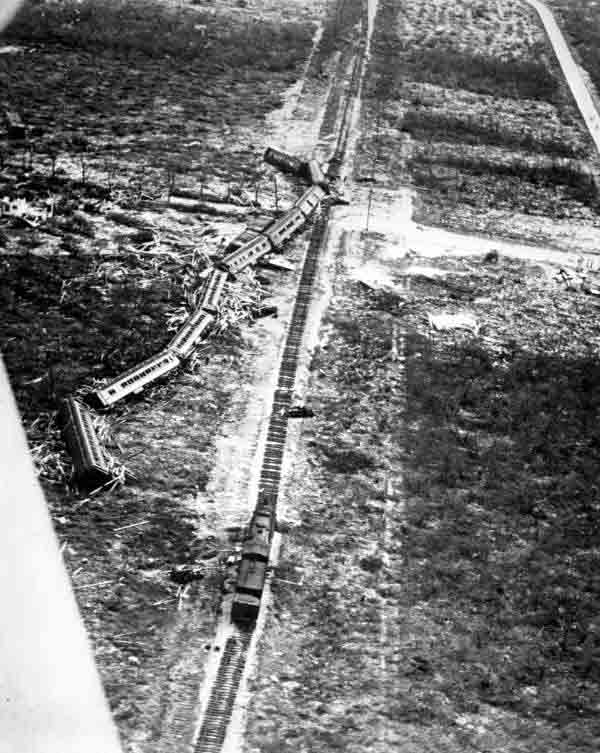
Train du Florida East Coast Railway Overseas Railroad après déraillement causé par l'ouragan près d'Islamorada.

Trois navires ont traversé la tempête le 2 septembre :
- Le navire danois Leise Maersk a été déporté sur le récif Alligator et s'est échoué près de 4 miles plus loin près de Upper Matecumbe Key, ne pouvant manœuvrer car la salle des machines inondée. Personne ne meurt et le navire est sauvé ;
- Le pétrolier américain Pueblo dérive impuissant de 14 à 22 heures et perd le contrôle à proximité du 24° 40′N 80 °25′W se retrouvant en 8 heures environ à 25 milles au nord-est de sa position initiale, à peine capable d'éviter le récif Molasses ;
- Le navire qui a fait la une des journaux était le navire américain Dixie de la Nouvelle-Orléans avec un équipage de 121 et 229 passagers qui s'est échoué sur le récif French, près de Key Largo, sans perte la vie. Il fut remis en service le 19 septembre et remorqué jusqu'à New York.

Bien que la trajectoire destructrice de l'ouragan fut plus étroite que la plupart des cyclones tropicaux, son œil ne faisait que 13 km de diamètre, les vents les plus violents s’étendaient à 24 km du centre. L'ouragan a laissé une trajectoire de destruction quasi totale dans les Upper Keys, centrée sur l'actuel village d'Islamorada . L'œil de la tempête est passé à quelques kilomètres au sud-ouest, créant un calme d'environ 40 minutes sur Lower Matecumbe et de 55 minutes sur Long Key. Au camp n° 3 sur le Lower Matecumbe, la montée subite de la mer est arrivée vers la fin du calme, le vent reprenant rapidement. Presque toutes les structures furent démolies, alors que certains ponts et remblais de chemin de fer furent emportés.
Sur Upper Matecumbe Key, près d’Islamorada, un train d’évacuation de onze voitures a fait face à une puissante onde de tempête et des vagues déferlantes. Onze wagons furent balayés des voies ferrées, ne laissant que la locomotive et tender toujours sur les rails. Remarquablement, tout le monde sur le train a survécu. La locomotive et son tender ont tous deux été ramenés par barge à Miami quelques mois plus tard. Les liaisons - chemin de fer, route et traversiers - qui reliant les îles étaient brisées. La principale voie de transport étaient en effet la ligne de chemin de fer Overseas Railroad.
La tempête a causé ensuite des dégâts par le vent et les inondations le long de la côte du panhandle de Floride et en Géorgie, ainsi que des dégâts importants dans la région de Tampa Bay. Après le troisième jour de la tempête, selon les secouristes, les cadavres ont gonflé et se sont fendus sous la chaleur subtropicale. Les responsables de la santé publique ont ordonné que les cercueils en bois contenant les morts soient empilés et brûlés à plusieurs endroits. Le Service météorologique national a estimé à 408 le nombre de décès dus à l'ouragan. Des corps furent aussi retrouvés aussi loin que Flamingo et Cap Sable, à l'extrémité sud-ouest de la Floride.
Les garde-côtes des États-Unis et d'autres organismes fédéraux et d'État ont organisé des opérations d'évacuation et de secours. Des bateaux et des avions ont transporté des survivants blessés à Miami. Le chemin de fer n'a jamais été reconstruit, mais des ponts temporaires et des débarcadères de traversiers furent mis en construction dès l'arrivée des matériaux. Le 29 mars 1938, la dernière section de l'Overseas Highway, reliant Key West au continent fut complétée. La nouvelle autoroute intégrait la plate-forme et les ponts survivants du chemin de fer.

### Ailleurs
La tempête a apporté plus de 130 mm de pluie dans certaines régions de Géorgie entre le 4 et le 5 septembre. Les fortes pluies dans les comtés du sud ont entraîné la détérioration des cultures de coton. Les vents qui ont suivi ont également ruiné les récoltes et infligé des dégâts matériels mineurs.
Les dégâts matériels le long des régions côtières de Caroline du Sud se sont élevés à 15 000 $US, principalement à proximité de Beaufort, Georgetown et Walterboro. Les dégâts aux cultures ont également été considérables, avec des vents violents soufflant sur le coton, le maïs, la canne à sucre et d'autres cultures non récoltées. Les arbres renversés par le vent ont également blessé plusieurs personnes.
Bien que les vents aient diminué au-dessus des terres au moment où la tempête a atteint les États du Mid-Atlantic, la tempête a apporté des précipitations abondantes qui ont causé des dommages importants aux cultures de la région. La tempête est devenue le cyclone tropical le plus pluvieux jamais enregistré dans dix comtés du Maryland et deux comtés du Delaware, avec des accumulations entre 380 et 410 mm et le total le plus élevé mesuré était de 422 mm à Easton (Maryland). Les cultures de maïs ont subi de lourdes pertes en Virginie, contribuant à la majeure partie du bilan des dégâts aux cultures de l'État atteignant 1,65 million de dollars. Les impacts de la tempête dans le Maryland et le Delaware étaient principalement concentrés dans les parties sud des deux États avec un coût estimé à environ 2 millions de dollars, dont des pertes de 1 million de dollars dans le comté de Caroline (Maryland).

## Statistiques

### Première
Cet ouragan verra le premier cas enregistré d'un avion volant dans le but spécifique de localiser un ouragan dans l'après-midi du 2 septembre. Dans l'avis du Bureau météorologique américain de 13 h 30, le centre de l'ouragan a donc pu être a placé à 23° 20' Nord et 80° 15' Ouest, se déplaçant lentement vers l'ouest. C’était à environ 43 km au nord d’Isabela de Sagua, province de Villa Clara, à Cuba, et à 233 km à l’est de La Havane.
Le capitaine Leonard Povey du corps aérien de l'armée cubaine s'est porté volontaire pour enquêter sur la menace qui pesait sur la capitale en pilotant un Curtis Hawk II. Il était un expatrié américain qui était l'officier d'entraînement principal de la CEAC. Il a plus tard proposé une patrouille aérienne contre les ouragans. Cette idée ne fut reprise qu'en juin 1943, lorsque le colonel Joe Duckworth et le lieutenant Ralph O'Hair s'envolèrent dans un ouragan près de Galveston, au Texas

### Records
L’ouragan de la Fête du Travail a été la plus tempête avec la plus faible pression au niveau de la mer jamais enregistrée aux États-Unis - une pression centrale de 892 hPa et des rafales de 305 km/h. Les effets quelque peu compensateurs d'une vitesse de translation lente (7 nœuds (13 km/h)) et d'un rayon de vent maximal de l’œil extrêmement minuscule ont conduit à une intensité analysée des vents soutenus au moment de toucher la côte de 295 km/h, soit la catégorie 5. Il s’agit des vents les plus élevés d’un ouragan atlantique dans les données de réanalyse HURDAT2 après l'ouragan Allen de 1980.